# Steinkisten von Skodsborg

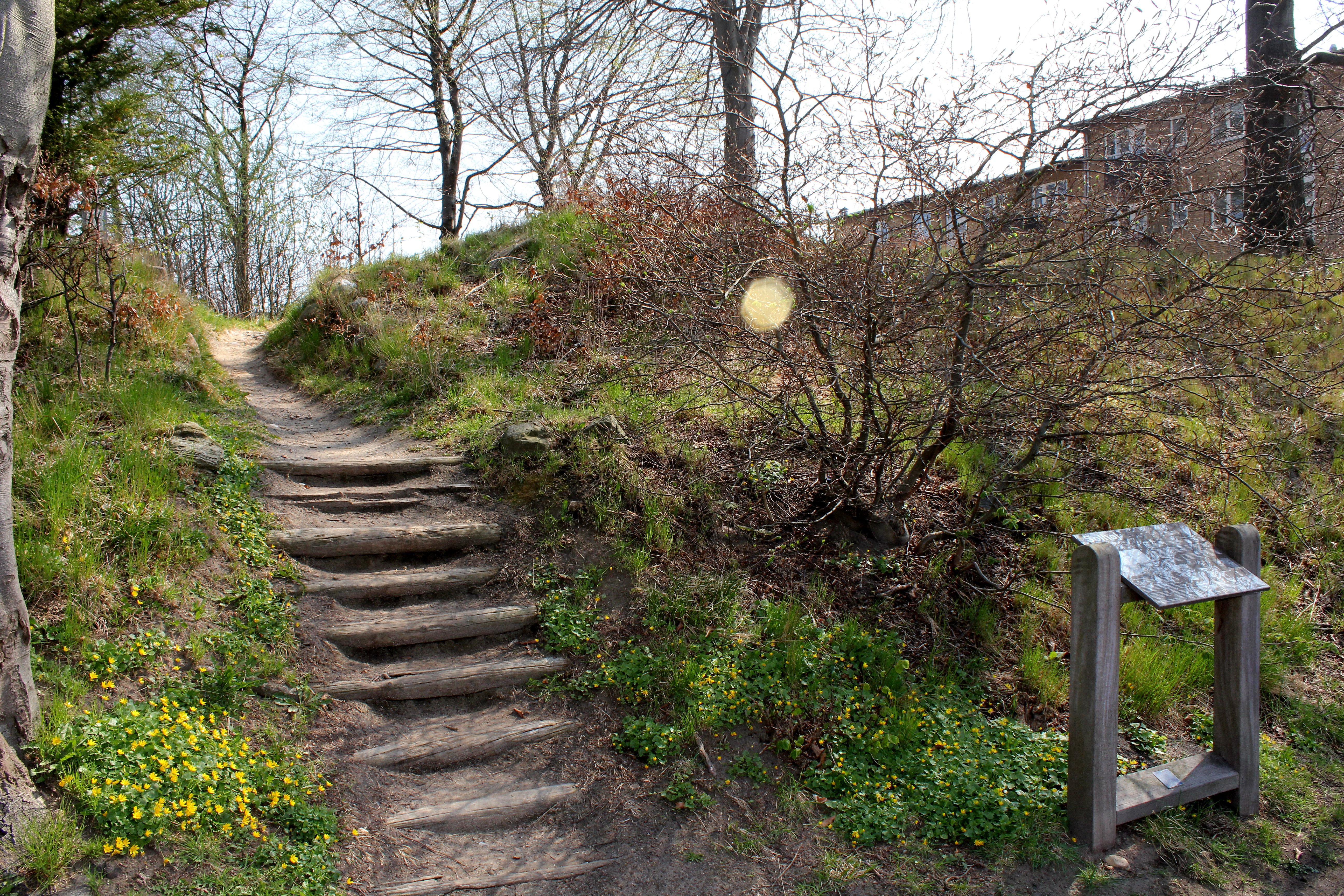
Steinkisten auf dem Solhøj in Skodsborg

Die Steinkisten von Skodsborg liegen auf dem Solhøj, südöstlich von Trørød in der Rudersdal Kommune am Bahnhof von Skodsborg, zwischen der Eisenbahnlinie und der Küste des Öresunds auf der dänischen Insel Seeland. Der Hügel wurde vom Nationalmuseum ausgegraben und restauriert.
Die 1934 gefundenen Steinkisten stammen aus der späten Steinzeit, die in Dänemark auch Dolchzeit (dänisch dolktid) genannt wird.
Steinkiste 1 ist fast drei Meter lang. Sie enthielt die Skelettreste einer Frau. Die Tote hatte einen Feuersteindolch und ein wenig Bernstein im Grab.
Steinkiste 2 ist etwa 3,75 m lang und hier waren drei Männer bestattet. Ein Mann, dessen Skelett sehr gut erhalten war, war mit zwei steinernen Messern ausgestattet. Neben einem der anderen Skelette lag eine kleine Pfeilspitze aus Feuerstein. Der Grabhügel enthielt u. a. auch ein Grab aus der Bronzezeit mit einem Bronzeschwert.
In der Region nördlich von Kopenhagen liegen u. a. auch die Steinkiste im Jægersborg Dyrehave, die Steinkiste im Sandbjerg Østerskov, die Steinkiste von Søllerød Kofoedsminde und die Steinkiste an der Vedbæk Kirke.
Die Steinkiste im Kohave Skov liegt im Wald von Gammel Holte, südlich von Trørød.